# Filippo Abbiati

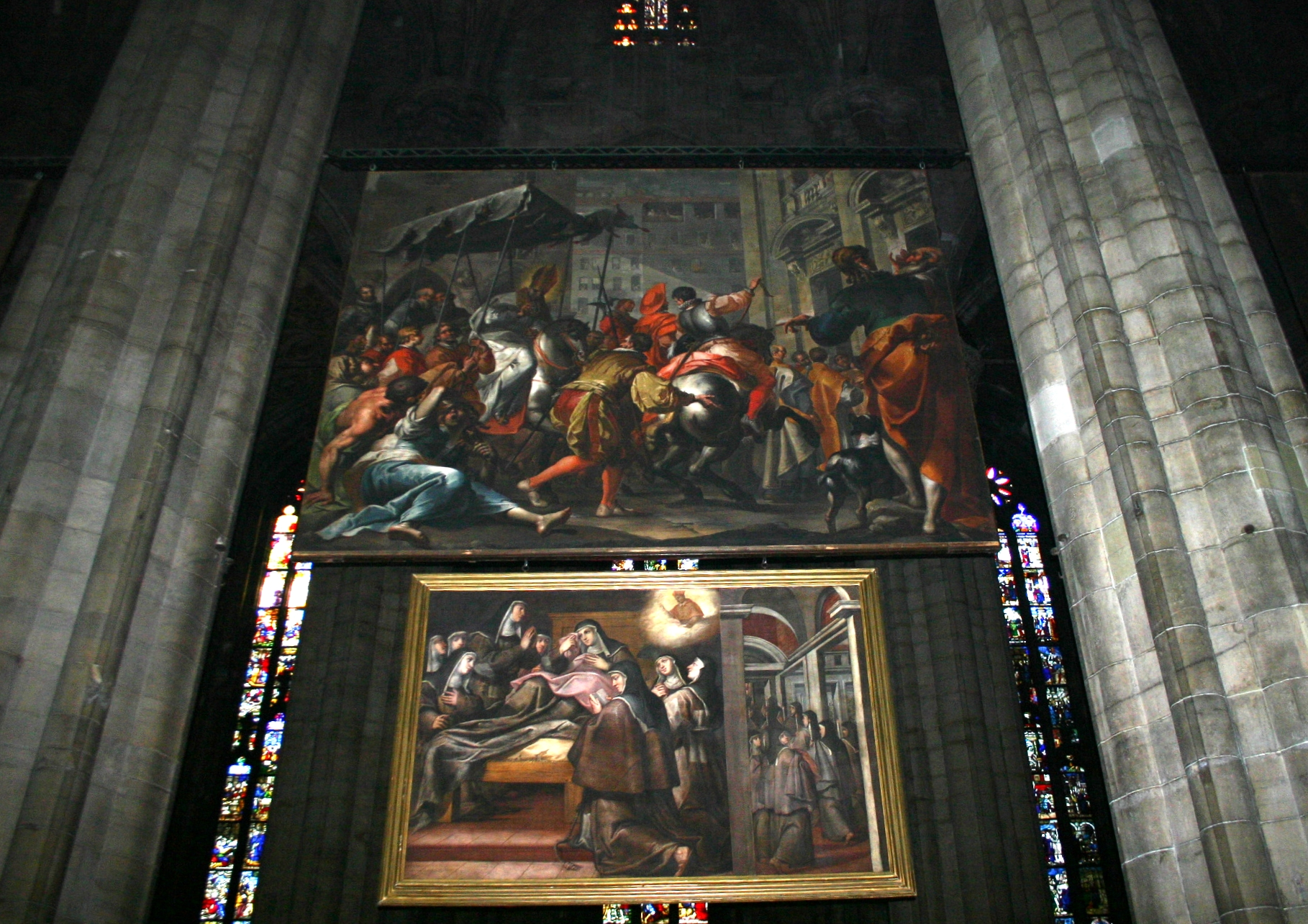

Filippo Abbiati (ur. w 1640 w Mediolanie, zm. w 1715 tamże) – włoski malarz pozostający pod wpływem szkoły weneckiej oraz jej przedstawiciela Sebastiano Ricciego. Tworzył głównie portrety. Do jego uczniów należał Alessandro Magnasco. Do jego najbardziej znanych prac należy znajdujący się w Pinacoteca di Brera w Mediolanie autoportret.

## Dzieła
- Portret  Filippo Pirogalliego, ok. 1677,  Mediolan, Ospedale Maggiore
- Autoportret, Mediolan, Pinakoteka Brera
- Narodzenie Dziewicy Maryi, ok. 1680,  Morbio Inferiore, Szwajcaria, Bazylika  Santa Maria dei Miracoli
- Dziewica Maryja ukazuje się papieżowi Honoriuszowi III. Pavia, Santa Maria del Carmine
- S. Siro przed papieżem, Katedra w Pavii
- David, Mojżesz, Św. Augustyn, Kartuzja w  Pavii
- Chrystus niosący krzyż, Pavia, Muzeum miejskie

Rysunki artysty przechowywane są także w Bibliotece Ambrozjańskiej w Mediolanie.